# Seznam invazních nepůvodních druhů s významným dopadem na Unii
Seznam invazních nepůvodních druhů s významným dopadem na Unii  je seznam 66 invazních nepůvodních druhů živočichů a rostlin, pro která platí na základě rozhodnutí Evropské komise speciální opatření, mimo jiné „zákaz dovozu a převozu druhů v rámci EU, uvádění na trh, zákaz držení, chovu, rozmnožování a vypouštění do volné přírody“. Vyplývají z něj i povinnosti pro jednotlivé členské státy. 
V roce 2016 zveřejnila Evropská komise v souladu s nařízením EU 1143/2014 o invazních nepůvodních druzích první seznam 37 invazních nepůvodních druhů, které jsou předmětem zájmu Unie. Seznam byl poprvé aktualizován v roce 2017 a zahrnoval 49 druhů. Při druhé aktualizaci v roce 2019 bylo do seznamu zařazeno dalších 17 nepůvodních druhů. Od roku 2022 je na seznamu 88 živočichů a rostlin se zvláštním dopadem na Unii, přičemž 3 z nich mají odloženou účinnost rok 2024 a jeden druh rok 2027.

## Tabulka invazních nepůvodních druhů s významným dopadem na Unii
| Latinský název                                                 | Český název              | Taxonomická skupina | EU   |
| -------------------------------------------------------------- | ------------------------ | ------------------- | ---- |
| Acacia saligna (Labill.) H.L.Wendl.                            | akácie modrolistá        | Rostliny            | 2019 |
| Acridotheres tristis Linnaeus, 1766                            | majna obecná             | Ptáci               | 2019 |
| Ailanthus altissima (Mill.) Swingle                            | pajasan žláznatý         | Rostliny            | 2019 |
| Alopochen aegyptiaca Linnaeus, 1766                            | husice nilská            | Ptáci               | 2017 |
| Alternanthera philoxeroides (Mart.) Griseb.                    | plevuňka                 | Rostliny            | 2017 |
| Ameiurus melas                                                 | sumeček černý            | Ryby                | 2022 |
| Andropogon virginicus L.                                       | -                        | Rostliny            | 2019 |
| Arthurdendyus triangulatus (Dendy, 1894) Jones & Gerard (1999) | ploštěnka novozélandská  | Rhabditophora       | 2019 |
| Axis axis                                                      | axis indický             | Savci               | 2022 |
| Asclepias syriaca L.                                           | klejicha hedvábná        | Rostliny            | 2017 |
| Baccharis halimifolia L.                                       | pomíšenka nepitolistá    | Rostliny            | 2016 |
| Cabomba caroliniana Gray                                       | kabomba karolínská       | Rostiny             | 2016 |
| Callosciurus erythraeus Pallas, 1779                           | veverka Pallasova        | Savci               | 2016 |
| Callosciurus finlaysonii                                       | veverka Finlaysonova     | Savci               | 2022 |
| Cardiospermum grandiflorum Sw.                                 | srdcovnice               | Rostliny            | 2019 |
| Celastrus orbiculatus                                          | jesenec okrouhlolistý    | Rostliny            | 2027 |
| Channa argus                                                   | hadohlavec skvrnitý      | Ryby                | 2022 |
| Cortaderia jubata (Lemoine ex Carrière) Stapf                  | kortaderie               | Rostliny            | 2019 |
| Corvus splendens Viellot, 1817                                 | vrána domácí             | Ptáci               | 2016 |
| Ehrharta calycina Sm.                                          | -                        | Rostliny            | 2019 |
| Eichhornia crassipes (Martius) Solms                           | tokozelka nadmutá        | Rostliny            | 2016 |
| Elodea nuttallii (Planch.) St. John                            | vodní mor americký       | Rostliny            | 2017 |
| Eriocheir sinensis H. Milne Edwards, 1854                      | krab říční               | Korýši              | 2016 |
| Faxonius rusticus                                              | rak rusoboký             | Korýši              | 2022 |
| Fundulus heteroclitus                                          | fundul mumiový           | Ryby                | 2024 |
| Gambusia affinis                                               | gambusie komáří          | Ryby                | 2022 |
| Gambusia holbrooki                                             | gambusie Holbrookova     | Ryby                | 2022 |
| Gunnera tinctoria (Molina) Mirbel                              | batora čilská            | Rostliny            | 2017 |
| Gymnocoronis spilanthoides (D.Don ex Hook. & Arn.) DC.         | -                        | Rostliny            | 2019 |
| Hakea sericea                                                  | -                        | Rostliny            | 2022 |
| Heracleum mantegazzianum Sommier & Levier                      | bolševník velkolepý      | Rostliny            | 2017 |
| Heracleum persicum Fischer                                     | bolševník perský         | Rostliny            | 2016 |
| Heracleum sosnowskyi Mandenova                                 | bolševník Sosnowského    | Rostliny            | 2016 |
| Herpestes javanicus É. Geoffroy Saint-Hilaire, 1818            | promyka malá             | Savci               | 2016 |
| Humulus scandens (Lour.) Merr.                                 | chmel japonský           | Rostliny            | 2019 |
| Hydrocotyle ranunculoides L. f.                                | pupečník pryskyřníkovitý | Rostliny            | 2016 |
| Impatiens glandulifera Royle                                   | netýkavka žláznatá       | Rostliny            | 2017 |
| Koenigia polystachya                                           | rdesno mnohoklasé        | Rostliny            | 2022 |
| Lagarosiphon major (Ridley) Moss                               | spirálovka větší         | Rostliny            | 2016 |
| Lampropeltis getula                                            | korálovka pruhovaná      | Plazi               | 2022 |
| Lepomis gibbosus Linnaeus, 1758                                | slunečnice pestrá        | Ryby                | 2019 |
| Lespedeza cuneata (Dum.Cours.) G.Don                           | lespedézie hedvábitá     | Rostliny            | 2019 |
| Limnoperna fortunei                                            | mlž                      | Měkkýši             | 2022 |
| Lithobates catesbeianus Shaw, 1802                             | skokan volský            | Obojživelníci       | 2016 |
| Ludwigia grandiflora (Michx.) Greuter & Burdet                 | zakucelka velkokvětá     | Rostliny            | 2016 |
| Ludwigia peploides (Kunth) P.H. Raven                          | zakucelka                | Rostliny            | 2016 |
| Lygodium japonicum (Thunb.) Sw.                                | pnulka                   | Rostliny            | 2019 |
| Lysichiton americanus Hultén & H. St. John                     | kapsovec americký        | Rostliny            | 2016 |
| Microstegium vimineum (Trin.) A. Camus                         | lipnice                  | Rostliny            | 2017 |
| Morone americana                                               | -                        | Ryby                | 2022 |
| Muntiacus reevesi Ogilby, 1839                                 | muntžak malý             | Savci               | 2016 |
| Myocastor coypus Molina, 1782                                  | nutrie říční             | Savci               | 2016 |
| Myriophyllum aquaticum (Vell.) Verdc.                          | stolístek vodní          | Rostliny            | 2016 |
| Myriophyllum heterophyllum Michaux                             | stolístek různolistý     | Rostliny            | 2017 |
| Nasua nasua Linnaeus, 1766                                     | nosál červený            | Savci               | 2016 |
| Nyctereutes procyonoides Gray, 1834                            | psík mývalovitý          | Savci               | 2017 |
| Ondatra zibethicus Linnaeus, 1766                              | ondatra pižmová          | Savci               | 2017 |
| Orconectes limosus Rafinesque, 1817                            | rak pruhovaný            | Korýši              | 2016 |
| Orconectes virilis Hagen, 1870                                 | rak                      | Korýši              | 2016 |
| Oxyura jamaicensis Gmelin, 1789                                | kachnice kaštanová       | Ptáci               | 2016 |
| Pacifastacus leniusculus Dana, 1852                            | rak signální             | Korýši              | 2016 |
| Parthenium hysterophorus L.                                    | sambaba obecná           | Rostliny            | 2016 |
| Pennisetum setaceum (Forssk.) Chiov.                           | dochan setý              | Rostliny            | 2017 |
| Perccottus glenii Dybowski, 1877                               | hlavačkovec Glenův       | Ryby                | 2016 |
| Persicaria perfoliata (L.) H. Gross                            | rdesno                   | Rostliny            | 2016 |
| Pistia stratiotes                                              | babelka řezanovitá       | Rostliny            | 2024 |
| Plotosus lineatus (Thunberg, 1787)                             | plotos proužkatý         | Ryby                | 2019 |
| Procambarus clarkii Girard, 1852                               | rak červený              | Korýši              | 2016 |
| Procambarus virginalis                                         | rak mramorový            | Korýši              | 2016 |
| Procyon lotor Linnaeus, 1758                                   | mýval severní            | Savci               | 2016 |
| Prosopis juliflora (Sw.) DC.                                   | naditec jehnědokvětý     | Rostliny            | 2019 |
| Pseudorasbora parva Temminck & Schlegel, 1846                  | střevlička východní      | Ryby                | 2016 |
| Pueraria montana (Lour.) Merr. var. lobata (Willd.)            | puerarie laločnatá       | Rostliny            | 2016 |
| Pycnonotus cafer                                               | bulbul šupinkový         | Ptáci               | 2022 |
| Rugulopteryx okamurae                                          | řasa                     | Rostliny            | 2022 |
| Salvinia molesta D.S. Mitch.                                   | nepukalka obtížná        | Rostliny            | 2019 |
| Sciurus carolinensis Gmelin, 1788                              | veverka popelavá         | Savci               | 2016 |
| Sciurus niger Linnaeus, 1758                                   | veverka liščí            | Savci               | 2016 |
| Solenopsis geminata                                            | mravenec                 | Hmyz                | 2022 |
| Solenopsis invicta                                             | mravenec                 | Hmyz                | 2022 |
| Solenopsis richteri                                            | mravenec                 | Hmyz                | 2022 |
| Tamias sibiricus Laxmann, 1769                                 | burunduk páskovaný       | Savci               | 2016 |
| Threskiornis aethiopicus Latham, 1790                          | ibis posvátný            | Ptáci               | 2016 |
| Trachemys scripta Schoepff, 1792                               | želva nádherná           | Plazi               | 2016 |
| Triadica sebifera (L.) Small                                   | kožokvět lojonosný       | Rostliny            | 2019 |
| Vespa velutina nigrithorax du Buysson, 1905                    | sršeň asijská            | Hmyz                | 2016 |
| Wasmannia auropunctata                                         | mravenec                 | Hmyz                | 2022 |
| Xenopus laevis                                                 | drápatka vodní           | Obojživelníci       | 2024 |